# Limnoria antarctica
Limnoria antarctica is een pissebed uit de familie Limnoriidae. De wetenschappelijke naam van de soort is voor het eerst geldig gepubliceerd in 1887 door Georg Johann Pfeffer. De soort werd verzameld tijdens een Duitse expeditie naar Zuid-Georgia in 1882-83.